# Trypeticus incilis
Trypeticus incilis är en skalbaggsart som beskrevs av Lewis 1897. Trypeticus incilis ingår i släktet Trypeticus och familjen stumpbaggar. Inga underarter finns listade i Catalogue of Life.